# Gare de Zweisimmen
La gare de Zweisimmen est une gare ferroviaire de la commune suisse de Zweisimmen dans le canton de Berne. La gare se trouve en bordure du centre-ville, à proximité du départ de la télécabine Zweisimmen-Eggweid-Rinderberg.

## Situation ferroviaire
Établie à 941,6 mètres d'altitude, la gare de Zweisimmen est située aux points kilométriques 62,43 de la ligne de Montreux à Lenk im Simmental et 34,90 de la ligne de Spiez à Zweisimmen.
La partie de la gare reliée à la ligne métrique du Montreux Oberland bernois (MOB) est dotée de quatre voies à quai dont deux permettant des correspondances quai-à-quai avec les trains de la ligne à voie normale Spiez-Zweisimmen ainsi qu'un large faisceau de remisage et de stationnement des trains.
La partie de la gare reliée à la voie normale Spiez-Zweisimmen et exploitée par le BLS est équipée de trois voies à quai et quelques voies de service supplémentaires.

## Histoire
La gare de Zweisimmen a été mise en service en 1902 avec l'ouverture de la section Erlenbach im Simmental - Zweisimmen de la ligne de Spiez à Zweisimmen. Le tronçon de Zweisimmen à Gstaad de la ligne métrique du MOB a ouvert quelques années plus tard en 1905, avant la mise en service en 1912 du tronçon Zweisimmen - Lenk im Simmental. En 1942, l'exploitant historique EZB (Erlenbach-Zweisimmen-Bahn) a fusionné avec la Spiez-Erlenbach-Bahn (SEB) pour créer le Chemin de fer Spiez–Erlenbach–Zweisimmen (SEZ). La SEZ a été intégrée en 1997 au BLS Lötschbergbahn qui a fusionné en 2006 avec le Regionalverkehr Mittelland AG pour devenir BLS AG.
La gare a été modernisée entre août 2015 et la fin de l'année 2018 afin de moderniser les enclenchements pour la gestion automatique du trafic du BLS, la mise en conformité avec la loi LHand sur l'égalité pour les handicapés et la modification de voies, comprenant la mise en place d'un dispositif de changement d'écartement pour passer de la voie métrique à la voie normale et vice-versa. Le coût de ces travaux est estimé à 58 millions de francs suisses.

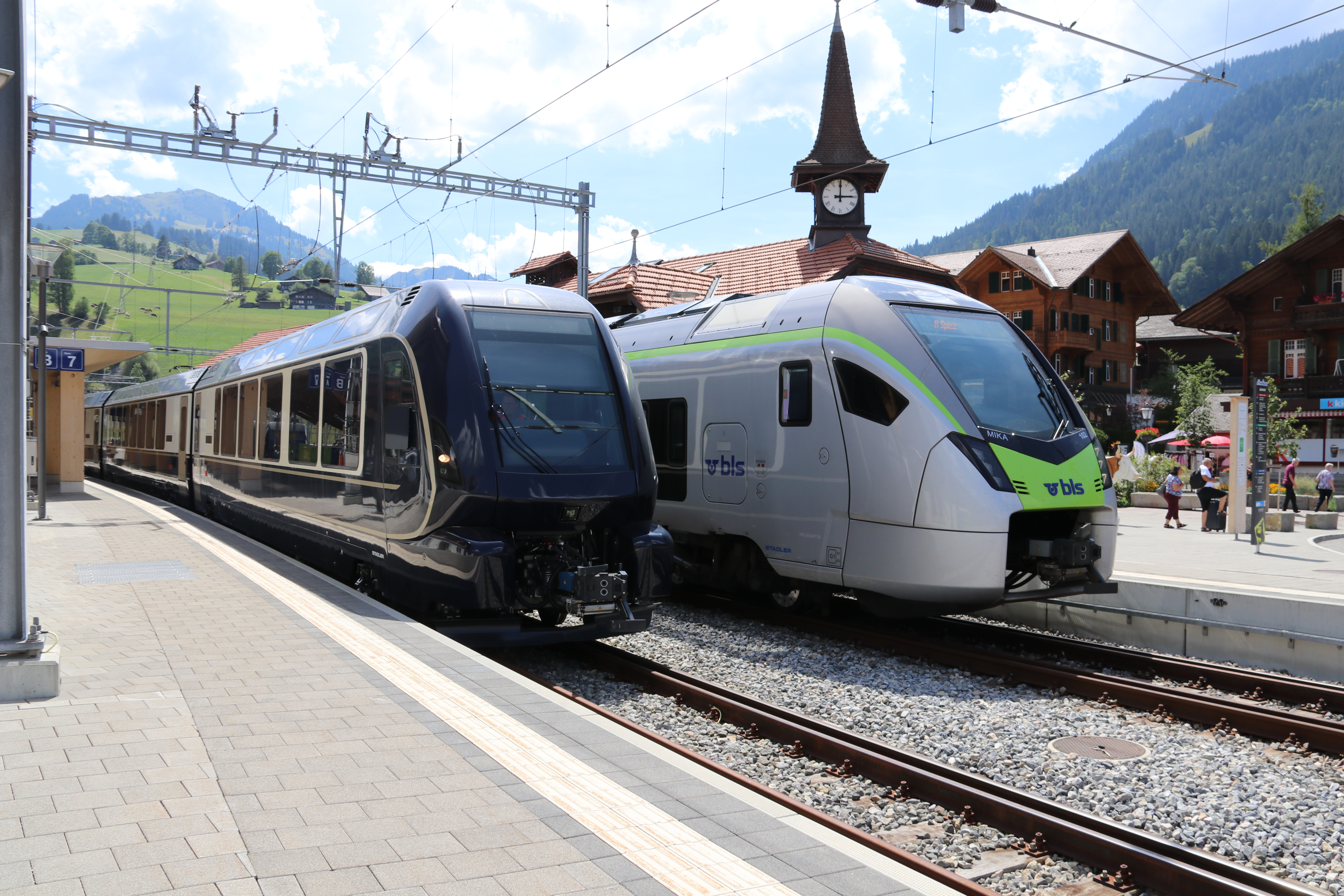
Le GoldenPass Express en gare de Zweisimmen en 8 2022 avec une automotrice Stadler FLIRT du BLS.

Le changement d'horaire de décembre 2020 a vu changer la desserte MOB sur la ligne de Montreux à Zweisimmen. La gare est désormais desservie toutes les heures par des trains Regio parcourant la ligne.
Les trains panoramiques GoldenPass Express directs de Montreux à Interlaken ont été mis quant à eux en service au changement d'horaire de décembre 2022,. Ils circulent dans un sillon horaire supplémentaire accéléré,. La mise en service de ces trains a été reportée en raison de retard dans la construction des bogies à écartement variables ainsi que par la baisse de la fréquentation touristique induite par la pandémie de Covid-19,,.

## Service des voyageurs

### Accueil
Appartenant au BLS et au MOB, la gare de Zweisimmen est dotée d'un bâtiment voyageurs où se trouve un guichet de vente de titres de transport ouvert tous les jours de la semaine. La gare est entièrement accessible aux personnes à mobilité réduite.

### Desserte
Le MOB dessert la gare de Zweisimmen toutes les heures avec une liaison Montreux - Zweisimmen. Un second train Regio circule toutes les deux heures entre Rougemont et Zweisimmen pour compléter la desserte de la gare de Gstaad. Deux trains Regio circulent également chaque heure entre Zweisimmen et Lenk im Simmental.
Le BLS assure une desserte cadencée à l'heure de type Regio sur la ligne de Spiez à Zweisimmen. Ces trains assurent une desserte de l'ensemble des gares et sont rattachés aux RegioExpress en provenance ou à destination de Brigue via le tunnel du Lötschberg pour continuer leur trajet vers la gare de Berne. Un train RegioExpress circule également toutes les deux heures, en correspondance avec les trains GoldenPass Panoramic, à destination d'Interlaken-Est.

### Intermodalité
La gare est en correspondance avec la ligne CarPostal 270 reliant Zweisimmen à Boltigen ainsi qu'avec la télécabine Zweisimmen-Eggweid-Rinderberg qui donne un accès direct au domaine skiable de Gstaad - Ost.